# Маснагетти, Серж
Серж Маснагетти́ (фр. Serge Masnaghetti; род. 15 апреля 1934, Мансьёль) — французский футболист, нападающий. Лучший бомбардир в истории французского клуба «Валансьен».

## Клубная карьера
Родился в семье выходцев из Италии. Начал играть в футбол в клубе любительского чемпионата Франции «Жиромон» (фр. Association Sportive Giraumont), где играл с Марселем Адамчиком, Жан-Клодом Пьюми и Брюно Родзиком.
За национальную сборную сыграл два матча, привлекался и во вторую сборную.
После завершения спортивной карьеры Маснагетти работал тренером и таксистом, живёт в Валансьене.

## Достижения
- Лучший бомбардир Первого дивизиона Франции: 1963
- Лучший бомбардир Второго дивизиона Франции: 1962
- Лучший бомбардир в истории «Валансьена»: 128 голов
- Лучший бомбардир «Валансьена» в чемпионате Франции: 90 голов
- Рекордсмен чемпионата Франции по количеству матчей подряд, в которых игрок отмечался голом: 13 матчей
- Чемпион Лотарингии: 1954
- Обладатель Кубка Лотарингии: 1957

## Статистика выступлений
| Клуб              | Сезон            | Лига | Лига | Кубки | Кубки | Прочие | Прочие | Итого | Итого |
| Клуб              | Сезон            | Игры | Голы | Игры  | Голы  | Игры   | Голы   | Игры  | Голы  |
| ----------------- | ---------------- | ---- | ---- | ----- | ----- | ------ | ------ | ----- | ----- |
| Валансьенн- Анзен | 1959/60          | 21   | 8    | 4     | 1     | 0      | 0      | 25    | 9     |
| Валансьенн- Анзен | 1960/61          | 32   | 5    | 4     | 2     | 0      | 0      | 36    | 7     |
| Валансьенн- Анзен | 1961/62          | 33   | 21   | 7     | 5     | 0      | 0      | 40    | 26    |
| Валансьенн- Анзен | 1962/63          | 32   | 35   | 3     | 0     | 3      | 3      | 38    | 38    |
| Валансьенн- Анзен | 1963/64          | 23   | 11   | 2     | 0     | 0      | 0      | 25    | 11    |
| Валансьенн- Анзен | 1964/65          | 27   | 16   | 5     | 9     | 0      | 0      | 32    | 25    |
| Валансьенн- Анзен | 1965/66          | 20   | 15   | 0     | 0     | 0      | 0      | 20    | 15    |
| Всего за карьеру  | Всего за карьеру | 188  | 111  | 25    | 17    | 3      | 3      | 216   | 131   |

Источник:
- Serge Masnaghetti (фр.). Pari-et-gagne.com. Дата обращения: 11 сентября 2015.